# مكشاف بالألياف الزجاجية

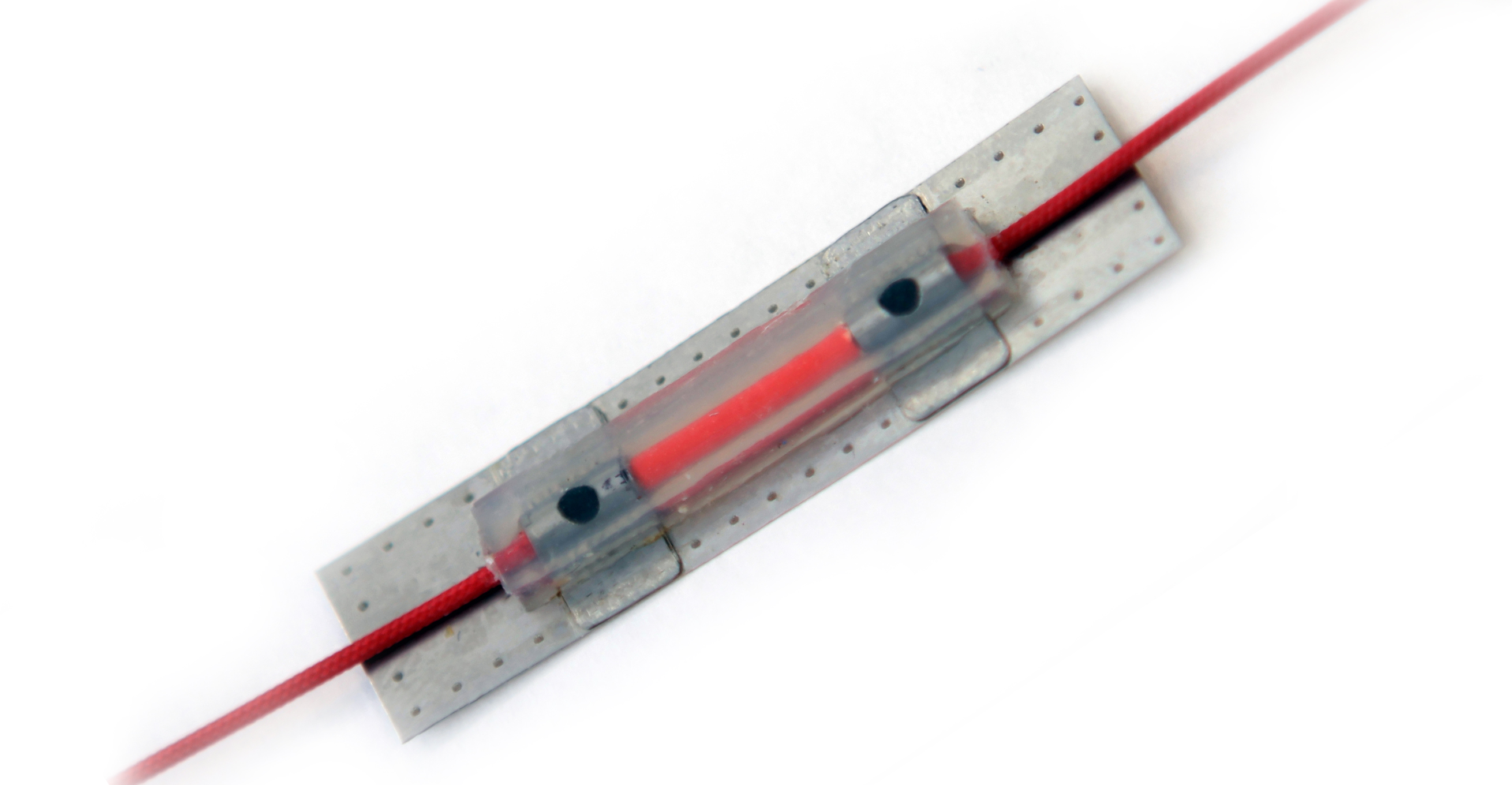

المكشاف (حساس، مستشعر) بالألياف الزجاجية (fiber optic sensor) هو مكشاف خاص للقياس البصري، أي القياس باستخدام الأشعة (الضوء، الليزر) لقياس كمية معينة (كالتيار الكهربائي) أو المجال المغناطيسي بطريقة غير مباشرة: بمعنى أن حالة الضوء أو الشعاع في الليف الزجاجي تُحَلل للحصول على نتيجة قياس كمية أخرى مرتبطة بها.

## استخدام الألياف الزجاجية في الاتصالات
الألياف الزجاجية لها تطبيقات كثيرة جدا في الاتصالات، (لنقل المعلومات) لقدرتها على نقل كمية ضخمة من المعلومات وكِبَر عرض نطاقها (bandwidth) و تتميز أيضا بأنها لا تتأثر بالعوامل الخارجية المشوشَة (في حالة الإستقرار وعدم تحريكها ...)، فهي مثلاََ لها قدرت ثبات عالية ولا تتأثر عادةً بالأمواج الكهرومغناطيسية و مجالاتها.

## استخدام الألياف الزجاجية كمستشعر
بالرغم من حالة الثبات السابقة الذكر والمطلوبة لنقل البيانات، يمكن للإشارات الضوئية داخل الألياف الزجاجية أن تتعرض لعوامل داخلية وخارجية تعمل على تشيت الإشارات أو تغييرها: من أهم ما يؤثر على الإشارات الضوئية هو التأثير بالسحب أو الضغط أو ثني هذه الألياف أو عندما يتلاشى الغشاء المغطي للألياف الزجاجية فتصبح أكثر عرضة للآثار الغير مرغوب بها في الاتصالات لنقل المعلومات، فحينئذ يمكن أن تتغير الإشارات بطريقة سلبية وتصبح مشَوشَة.
لكن هذه الحالة التي يتغير فيها سلوك الأمواج الضوئية يتم استغلالها لتحقيق وظيفة أخرى مهمة للألياف الزجاجية، ألا وهي أن تُستعملَ كمكشاف لقياس كميات أخرى.

## آلية عمل المستشعر
يتم استغلال الحالة التي تتأثر فيها الأمواج الضوئية (قيمة، زاوية، استقطاب، الخ) لقياس كمية معينة بأثر رجعي، بمعنى عن طريق تحليل التغير في سلوك الأمواج الضوئية بسبب الكمية المُراد قياسها.
الصورة توضح أحد التطبيقات العملية باستخدام الألياف الزجاجية لقياس التيار الكهربائي: التيار I يمر بالخط المشار إليه بالرقم 4 و الضوء يأتي من مصدر (ليزر: رقم 1). يتم لف الليف الزجاجي حول الخط الذي يمر فيه التيار الكهربائي وما يحدث هو أن سلوك الأمواج (الزاوية (phase)، الاستقطاب (polarization)، المطال(amplitude)) الضوئية يتغير (3) بفعل مرورها بالقرب من التيار الكهربائي (و الذي يولد مجالا مغناطيسيا دائرياً حوله وبذلك يؤثر على حالة الشعاع الضوئي).
التغير في حالة الإشارة الضوئية يتم رصده باستخدام المهبط الضوئي (6) وبمعرفة هذا التغير (قبل وبعد المرور قرب التيار الكهربائي ) يمكن حساب التيار الذي مر قرب الليف الزجاجي وعرضه (7).

## تطبيقات
يستخدم هذا النوع من الكواشف في تطبيقات عديدة وما زالت موضوعا لأبحاث علمية لدمجها في عدد أكبر من التطبيقات العملية بسبب ما توفره من خفة وزن مقارنة بأجهزة قياس قد يبلغ وزنها أطناناً. فمثلاً (لقياس تيار كهربي متردد مثلاً فإن وزن الكاشف الزجاجي يكاد لا يقارن مع وزن محول التيار الذي يُحتاج ليخفض قيمة تيار عالِ إلى آخر قليل حتى يُتمكن من قياسه. أيضاً يمكن أن تُخفض التكاليف بشكل ملحوظ في أغلب التطبيقات التي جرى اختبارها علمياً وأعطت قياساً دقيقاً مما سمح لها أن تدخل مرحلة الإنتاج المكثف. من أهم التطبيقات الحالية:
- قياس المجال المغناطيسي
- قياس التيار الكهربائي
- قياس فرق الجهد
- قياس الحرارة